# Ракутумалала, Жоэль
Жоэль Ракутумалала (фр. Joel Rakotomalala; 29 марта 1929, Тулиара — 30 июля 1976, Анцирабе) — малагасийский политический деятель, премьер-министр в 1976 году.

## Биография
Родился в сельской местности на юге острова. После окончания школы выбрал профессию военного, много учился во Франции. В 1957 году поступил и спустя два года окончил военное училище для офицеров заморских территорий Франции. В том же 1959 году поступил и в 1960 году окончил пехотную школу Saint-Maixent, потом школу военной связи Montargis, потом стал выпускником академии штабных офицеров. В том же 1960-м году вернулся на родину, где продолжил службу в войсках.
Принадлежал к офицерам, выступавшим против президента Филибер Цирананы. С мая 1972 года — министр информации в правительстве премьер-министра генерала Габриэля Рамананцуа. С января 1973 года — подполковник, с января 1975 года — член временных правительств полковника Р. Рацимандравы (министр почт и коммуникаций) и председателя Национального Военного Руководящего Комитета Ж. Андримахазу.
Был одним из организаторов военного переворота 15 июня 1975 года, приведшего к власти будущего многолетнего лидера страны Дидье Рацираку. Являлся членом Высшего Революционного Совета.
21 декабря 1975 года на национальном референдуме абсолютным большинством голосов была одобрена «Хартия Малагасийской социалистической революции» (курс страны на построение социализма), а Д. Рацирака был избран президентом на 7-летний срок. 30 декабря 1975 года была образована Демократическая республика Мадагаскар.
11 января 1976 года назначен на пост премьер-министра и произведён в полковники.
30 июля 1976 года погиб в катастрофе вертолёта Alouette III. Вместе с ним погибли министр сельского хозяйства Пьер Райаона и начальник генерального штаба Альфонсо Ракотонирайни.